# 格朗吕
格朗吕（法語：Grandrupt，法語發音：[ɡʁɑ̃ʁy] ⓘ）是法国大東部大區孚日省的一个市镇，属于孚日圣迪耶区。

## 地理
格朗吕（48°22'27"N, 7°3'59"E）面积6.34 平方千米，位于法国大東部大區孚日省，该省份为法国东北部内陆省份，北起默兹省和默尔特-摩泽尔省，西接上马恩省，南至上索恩省和贝尔福地区省，东临上莱茵省和下莱茵省。
与格朗吕接壤的市镇（或旧市镇、城区）包括：勒皮、圣斯泰、勒韦尔蒙、萨勒、沙塔、大福斯。

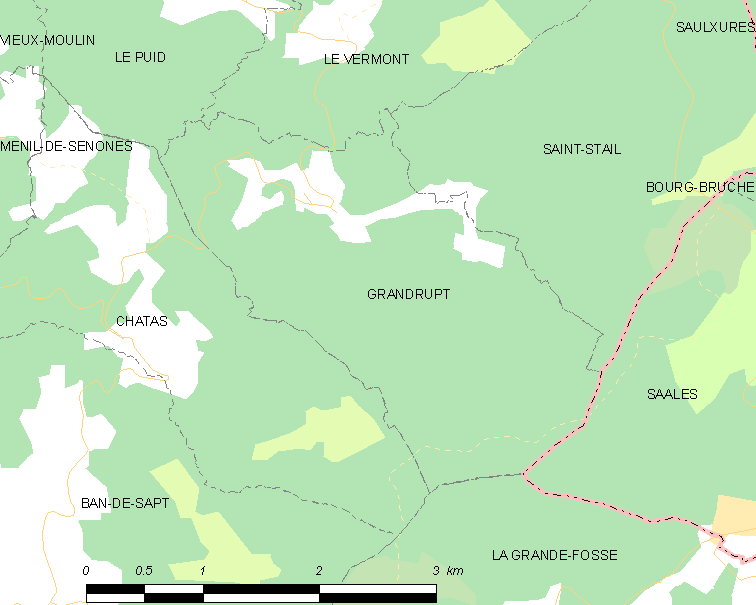
格朗吕的OSM定位图

格朗吕的时区为UTC+01:00、UTC+02:00（夏令时）。

## 行政
格朗吕的邮政编码为88210，INSEE市镇编码为88215。

## 政治
格朗吕所属的省级选区为拉翁莱塔普县。

## 人口

1962-2008年间格朗吕人口变化图示

格朗吕于2022年1月1日时的人口数量为75人。